# 1845 en Italie
Chronologie de l'Italie
- 1841
- 1842
- 1843
- 1844
- 1845
- 1846
- 1847
- 1848
- 1849

## Événements

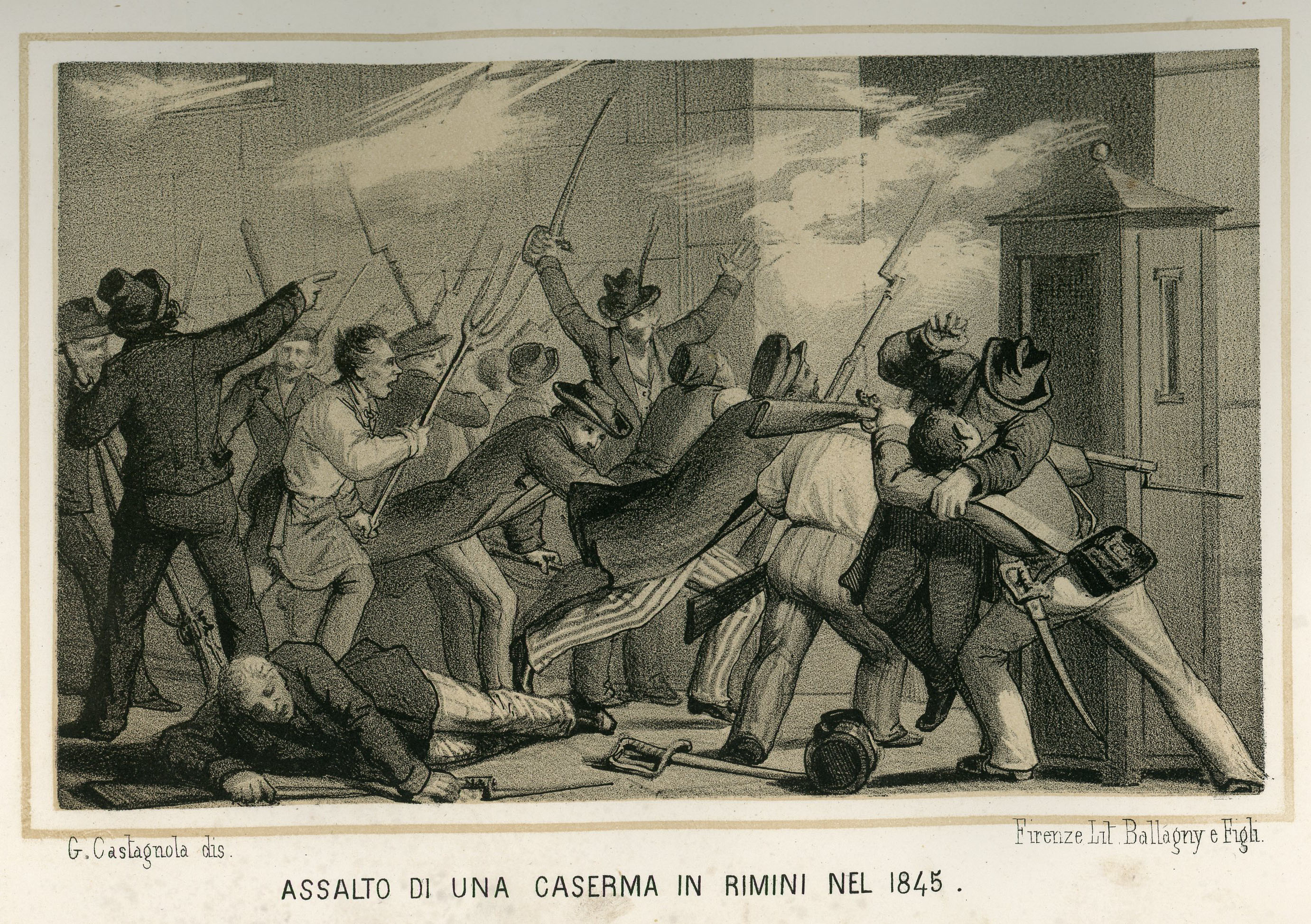
Assaut d'une caserne à Rimini en 1845, lithographie de Gabriele Castagnola sur les émeutes de Rimini (Florence, 1864)

- 23 septembre : soulèvement de Rimini contre le pape, réprimé le 27[1].

- L’économiste italien le comte Petiti écrit un ouvrage montrant qu’un réseau ferroviaire cohérent ne pourrait être construit que si l’Italie était unifiée, du moins économiquement. De son côté, le pape Grégoire XVI refuse le chemin de fer susceptible de colporter les idées nouvelles[2].

## Culture

### Opéras créés en 1845
- 15 février : première de Giovanna d'Arco, opéra de Giuseppe Verdi à La Scala de Milan.
- 15 août : première d'Alzira, opéra de Giuseppe Verdi au Teatro San Carlo de Naples.

## Naissances en 1845
- 2 janvier : Rodolfo Lanciani, archéologue, spécialiste de la topographie de la Rome antique, auteur de la reconstitution du fameux plan de Rome, connu sous le nom de Forma Urbis Romae. († 22 mai 1929)
- 21 mars : Raffaello Gestro, entomologiste, directeur du muséum de Gênes, surtout spécialisé dans l'étude des coléoptères. († 6 juin 1936)
- 22 avril : Carlo Caneva, général, qui prit part à la première guerre italo-éthiopienne et à la guerre italo-turque et fut sénateur. († 25 septembre 1922)

- 16 décembre : Adolfo Belimbau, peintre. († 1938)

## Décès en 1845
- 12 janvier : Nicola Grimaldi, 76 ans, cardinal créé par le pape Grégoire XVI, camerlingue du Sacré Collège en 1835 et 1836 et légat apostolique à Forlì. (° 19 juillet 1768)
- 25 février : Pietro Domenico Polfranceschi, 78 ans, militaire et homme politique, ministre de la guerre de la seconde République cisalpine, pendant quelques mois en 1801, nommé comte de l'Empire par Napoléon Ier en personne en 1810. (° 28 avril 1766)
- 1er mars : Giuseppe Maria Foppa, 84 ans, dramaturge et librettiste, auteur de plus de 80 livrets d'opéras et de textes qui ont ensuite été mis en musique, notamment par Gioachino Rossini. (° 12 juillet 1760)
- 18 avril : Luigi Del Drago, 68 ans, cardinal, créé in pectore par le pape Grégoire XVI, qui fut notamment préfet de la Congrégation des indulgences au sein de la curie romaine. (° 20 juin 1776)